# Gladson Cameli
Gladson de Lima Cameli (Cruzeiro do Sul, 26 de marzo de 1978) es un ingeniero, empresario y político brasileño, afiliado al Partido Progresista. Es senador por el estado de Acre. Fue elegido gobernador de Acre en las elecciones estatales de 2018 en la primera vuelta con 223.993 votos.

## Biografía
Es bachiller en Ingeniería civil desde 2001, formado por el Instituto Luterano de Enseñanza Superior de Manaus (ULBRA), en el estado de Amazonas. Miembro del Consejo Regional de Ingeniería, Arquitectura y Agronomía (CREA/AC), ejerce actividades profesionales como socio de la empresa perteneciente a la familia. Por el lado paterno, es sobrino del exgobernador del estado de Acre, Orleir Cameli.
Miembro del Consejo Municipal de la Juventud, debutó en la política a los 28 años cuando fue elegido por primera vez para el mandato de diputado federal con 18.886 votos. Electo por segunda vez diputado en las elecciones en 2010, con más de 30 mil votos. En octubre de 2009, fue condecorado con el Título de Ciudadano Río Branquense por la Cámara Municipal de Río Branco/AC.
Estuvo afiliado al PFL durante (2000-2003) y al PPS durante (2003-2005). Está afiliado al PP desde 2005 permaneciendo hasta la actualidad. En las elecciones estatales de 2014 fue elegido senador por Acre.
En la Cámara de Diputados, fue considerado por dos años consecutivos, el campeón en liberación de recursos y enmiendas. También presentó proyectos de ley importantes como la obligatoriedad de la instalación de cámaras de seguridad en las escuelas públicas. Fue relator del proyecto de la Zona de Procesamiento de Exportación. Fue presidente de la Comisión de la Amazonia, integró la Comisión de Constitución y Justicia, una de las más importantes del Congreso.

## Posicionamientos
En diciembre de 2016, votó a favor del PEC del Techo de los gastos públicos. En julio de 2017 votó a favor de la reforma laboral.
En julio de 2017, votó contra la casación de Aécio Neves en el consejo de ética del Senado.

## Elección al Gobierno de Acre
En las Elecciones estatales del Acre de 2018 concurrió al cargo de gobernador, teniendo como vice a Major Rocha. La fórmula ganó los comicios en la primera vuelta.

## Desempeño en las elecciones
| Año  | Elección        | Coalición                                                                                       | Partido | Candidato a      | Votos        | Resultado |
| ---- | --------------- | ----------------------------------------------------------------------------------------------- | ------- | ---------------- | ------------ | --------- |
| 2006 | Estatal de Acre | Frente Popular del Acre I PT, PP, PL, PSB, PCdoB, PRTB y PMN                                    | PP      | Diputado federal | 18.886 (3º)  | Electo    |
| 2010 | Estatal de Acre | Frente Popular del Acre II PT, PP, PR, PSB, PRB, PDT, PTB, PCdoB, PTN, PV, PHS, PSDC, PTC y PRP | PP      | Diputado federal | 32.623 (4º)  | Electo    |
| 2014 | Estatal de Acre | Alianza por un Acre mejor PSDB, PMDB, PP, PSD, PR, SD, PSC, PPS, PTdoB y PTC                    | PP      | Senador federal  | 218.756 (1º) | Electo    |
| 2018 | Estatal de Acre | Cambio y Competencia PP, PSDB, MDB, PSD, PR, DEM, PTB, SD, PPS, PMN y PTC                       | PP      | Gobernador       | 223.993 (1º) | Electo    |